# Осовці (Дорогичинський район)
Осовці (біл. Восаўцы) — агромістечко в Білорусі, у Дорогичинському районі Берестейської області. Адміністративний центр Оосвецької сільської ради.

## Географія
Лежить за 14 км на північний схід від Дорогичина і за 20 км на північний захід від Іванова на кордоні з Івановським районом. За 12 км на південь проходить кордон з Україною. Місцеві дороги ведуть з села в напрямку навколишніх сіл. Навколо села — розвинена мережа меліоративних каналів зі стоком в Дніпровсько-Бузький канал. Найближча залізнична станція — в селі Огдемир (лінія Берестя — Пінськ).

## Історія
Осівці вперше згадані 1628 року. 1780 року тут була побудована дерев'яна церква св. Архангела Михайла (збереглася).
Після третього поділу Речі Посполитої (1795) в складі Російської імперії, належали Кобринського повіту Гродненської губернії.
У другій половвині XIX століття маєтком у селі володів поміщик Б. Гутовський.
Згідно Ризьким мирним договором (1921) село увійшла до складу міжвоєнної Польщі, де належала Дорогичинського повіту Поліського воєводства. У період входження до міжвоєнної Польщі мешканці села безуспішно зверталися до польської влади з проханням відкрити в Осовцях українську школу.
З 1939 року в складі БРСР. Під час Німецько-радянської війни було окуповане німецькими військами з 1941 по липень 1944 року. За роки війни загинуло 41 житель села. 1965 року в сквері навпроти школи на честь загиблих було насипано курган і встановлено обеліск.

## Населення
За переписом населення Білорусі 2009 року чисельність населення села становила 600 осіб.

## Пам'ятки
- Церква Святого Архангела Михаїла

## Відомі люди
- Сергій Костянтинович Павлович (1875–1940) — білоруський педагог, публіцист, громадський і культурний діяч.
- Микола Трофимчук — білоруський поет.